# Coll de Manrella
Le Coll de Manrella est un col routier trans-frontalier situé dans les Pyrénées, reliant le département français des Pyrénées-Orientales à la province de Gérone, en Catalogne. Il se trouve à 711 ou 712 mètres.

## Géographie
L'altitude du col est de 711, ou 712 mètres. Il se situe à cheval sur le hameau français de Las Illas et sur la commune espagnole de La Vajol. Il est constitué du côté français par une piste non goudronnée, ouverte au public depuis 2011, qui se prolonge après la frontière par une route goudronnée en bon état, la GI-505.

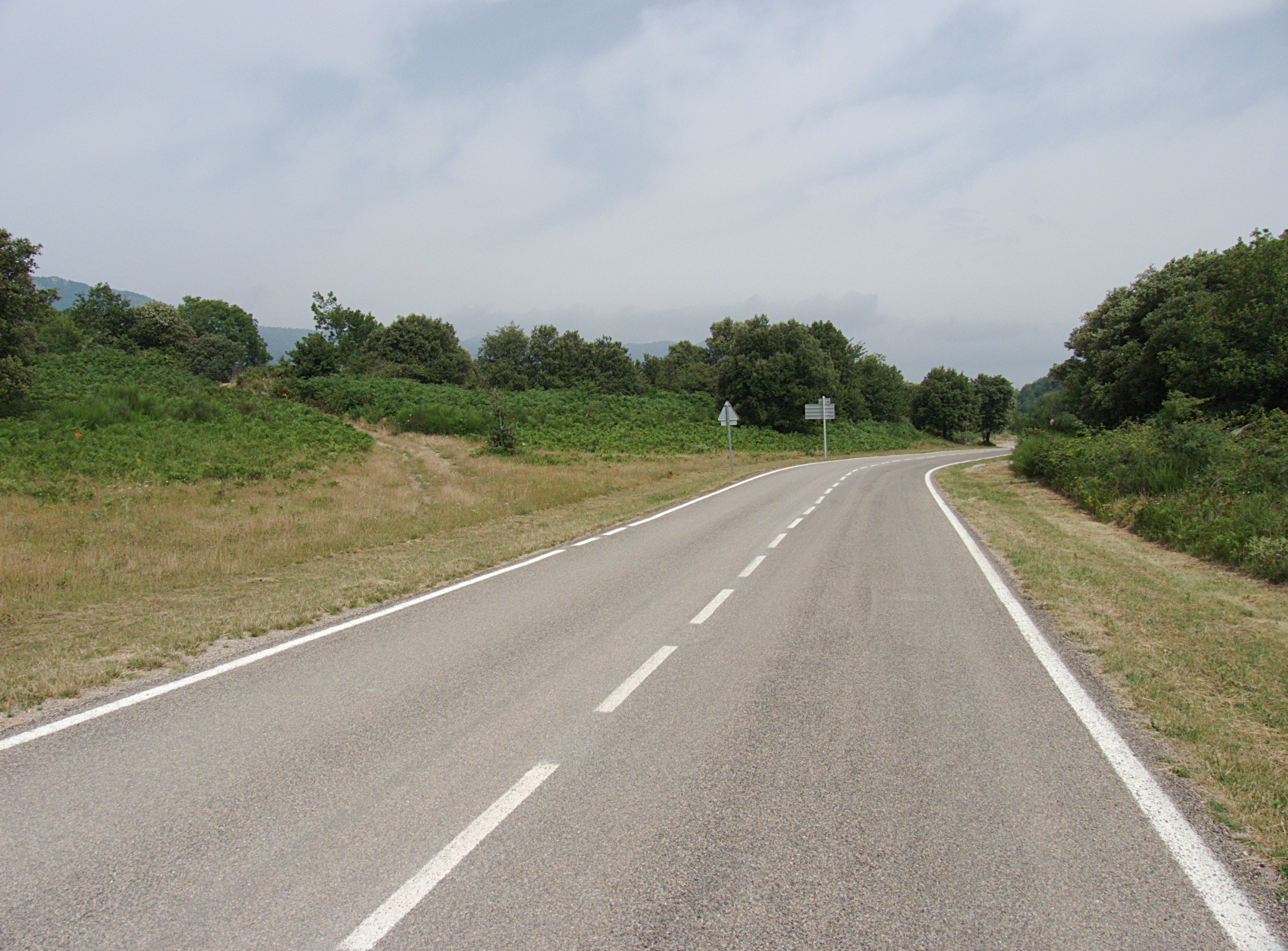
Route du côté espagnol.
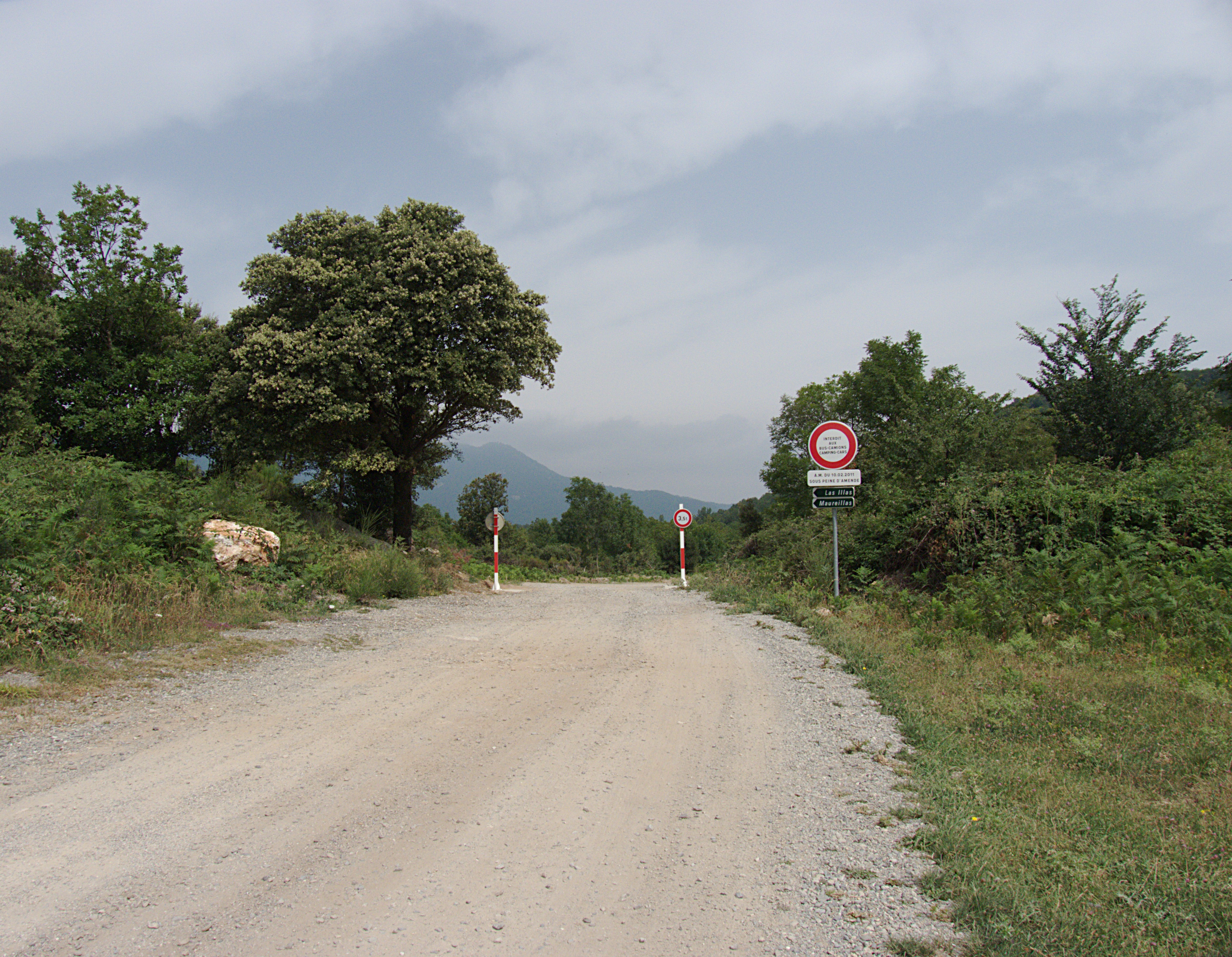
Prolongement par une piste rudimentaire côté français.

À 1,5 km de La Vajol se trouve le restaurant Manrella-Comaulis, point de départ de nombreuses excursions, notamment à travers le col de Lli adjacent qui dessert la Font de Cu-cu.

## Route de l'exil
Le col de Manrella fait partie de l'itinéraire qui retrace le chemin parcouru par les réfugiés espagnols fuyant la guerre d'Espagne en 1939. C'est près cette route que le président catalan Lluís Companys, le président espagnol Manuel Azaña et le Lehendakari basque José Antonio Aguirre ont rejoint la France, en empruntant le Col de Lli voisin. La gendarmerie attendait les réfugiés à Las Illas pour les conduire vers les camps d'internement.

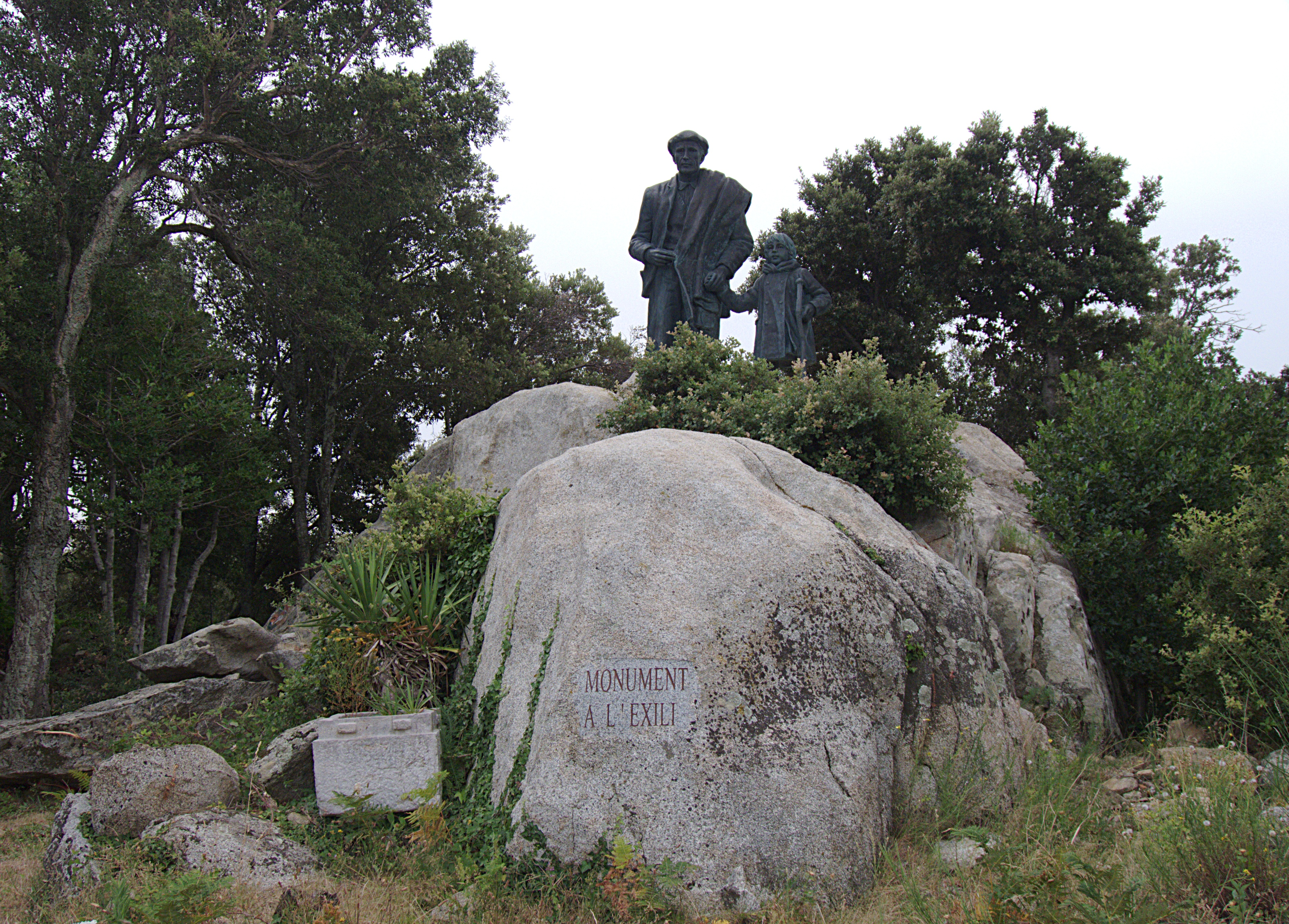
Vue du monument de La Vajol

À la sortie de La Vajol se dresse un monument en mémoire des réfugiés civils. Inspiré d'une photographie d'époque, il représente un adulte et une enfant unijambiste cheminant vers la France. Dans le village une petite place comportant des plaques commémoratives du passage des réfugiés, de simples civils mais aussi les présidents suscités.

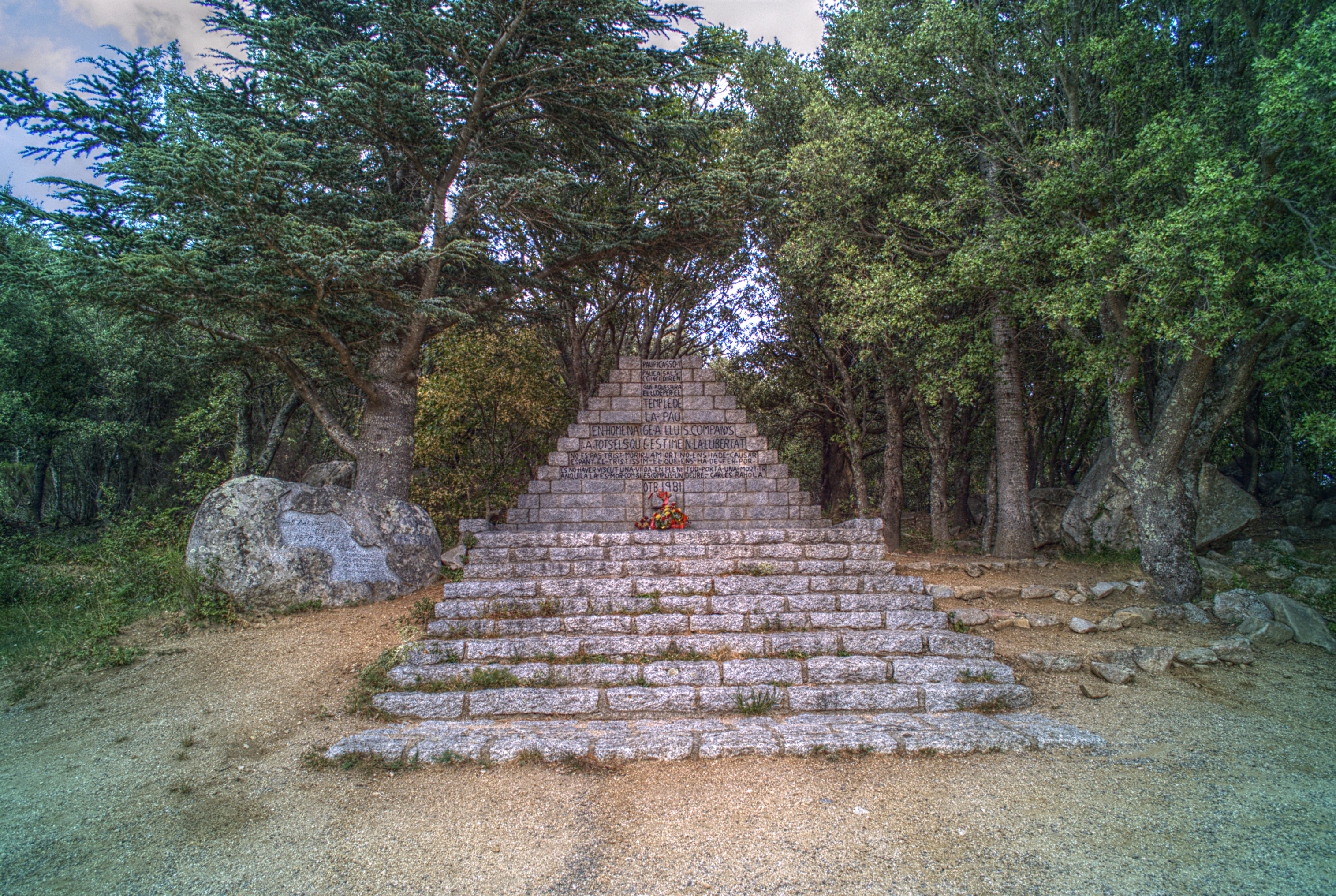
Temple de la Paix

Au col, côté catalan, se trouve un imposant monument en forme de pyramide baptisé « temple de la Paix », bâti en hommage à Lluís Companys. Même s'il ne s'agit pas du lieu exact de son passage, le col de Lli situé à quelques centaines de mètres, cet emplacement se montre plus spacieux et facile d'accès que le précédent col, non carrossable.